# Matisire
Matisirea este activitatea marinărească de matelotaj ce se execută pentru împreunarea saulelor și parâmelor între ele prin împletirea sfilațelor, șuvițelor, vițelor, unele prin altele fără nod sau alte elemente străine. 

Matisirea este o operație definitivă prin care se obțin diferite tipuri de matiseli, dar prin care se micșorează rezistența parâmei.

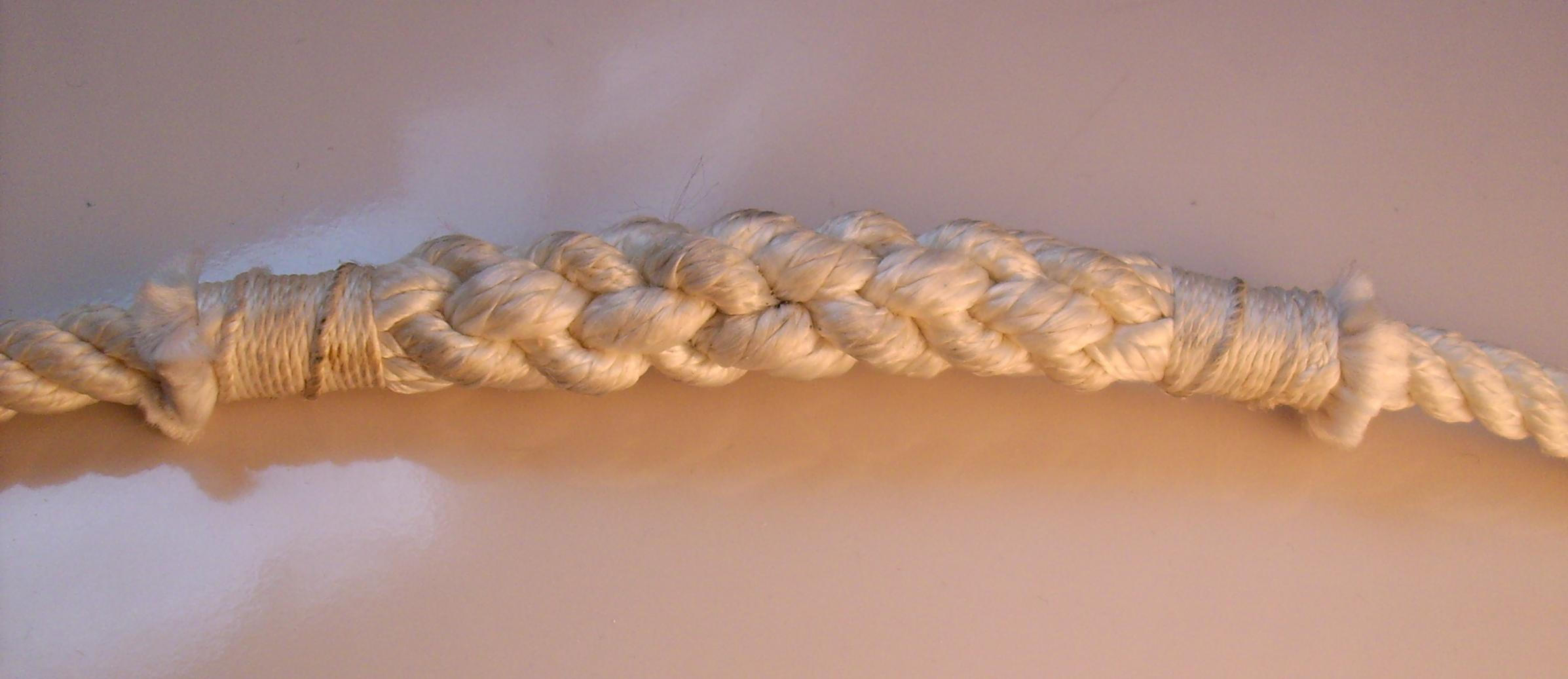
Matiseală scurtă

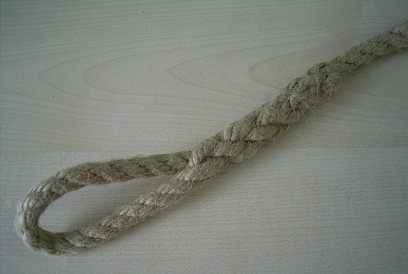
Matiseală de ochi

## Unelte
Pentru executarea lucrărilor de matisire sunt necesare anumite scule speciale: 
- cavilă de matisit din lemn pentru parâmele vegetale sau sintetice și metalică pentru parâmele metalice
- mai de matisit pentru înfășurări
- menghină de matisit.

## Tipuri de matiseli
Matiselile pot fi:
- matiseală scurtă: diametrul în zona împletirii poate fi mai mare decât cel inițial
- matiseală lungă: porțiunea împletită nu împiedică trecerea parâmei prin macara, rodanță, inel etc; diametrul parâmei matisite nu depășește diametrul inițial al parâmei
- matiseală înapoi:  se folosește pentru a împiedica destrămarea capătului parâmei
- matiseală de ochi: se execută pentru a forma un ochi sau o gașă la capătul unei parâme; citată din 1644 în manualele de marinărie
- matiseală de lanț: servește la matisirea unei parâme pe un lanț
- matiselă subțiată: executată între două grosimi diferite de parâmă
- matiseală tăiată: la două capete de parâmă pentru a forma un ochi între ele
- matiseală în potcoavă: se face ca și matiseala tăiată, dar unul din capetele de matisit este mai lung.

## Imagini

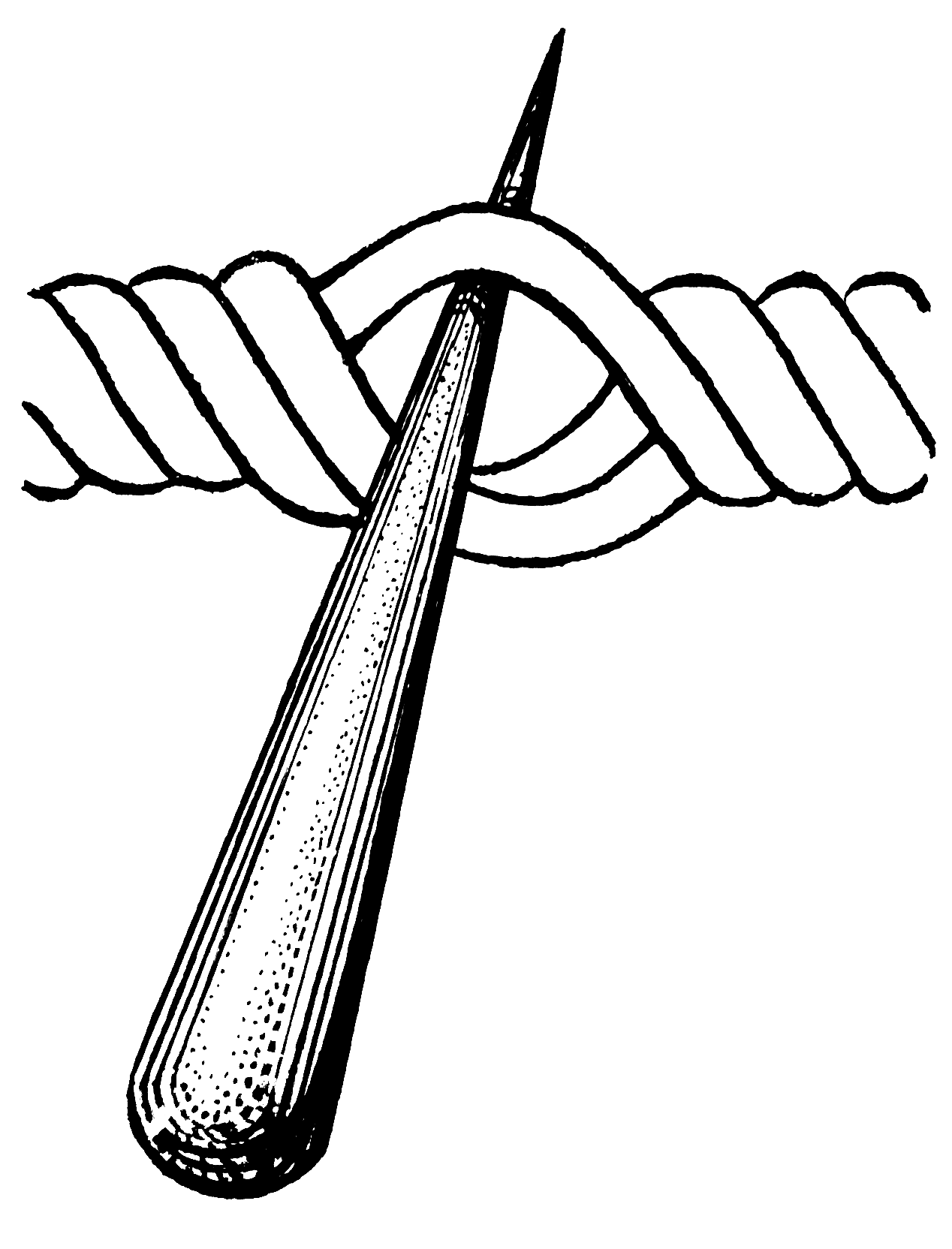
Cavilă de matisit
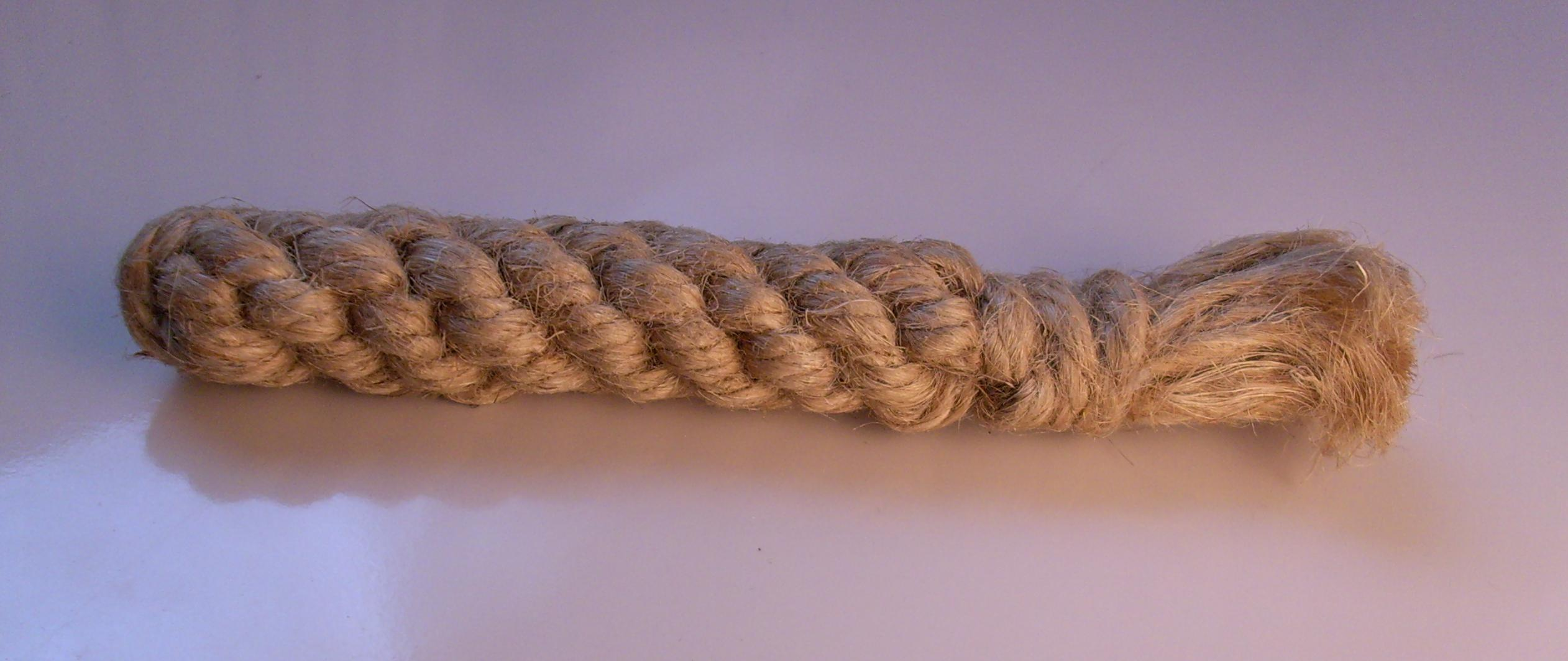
Matiseală înapoi
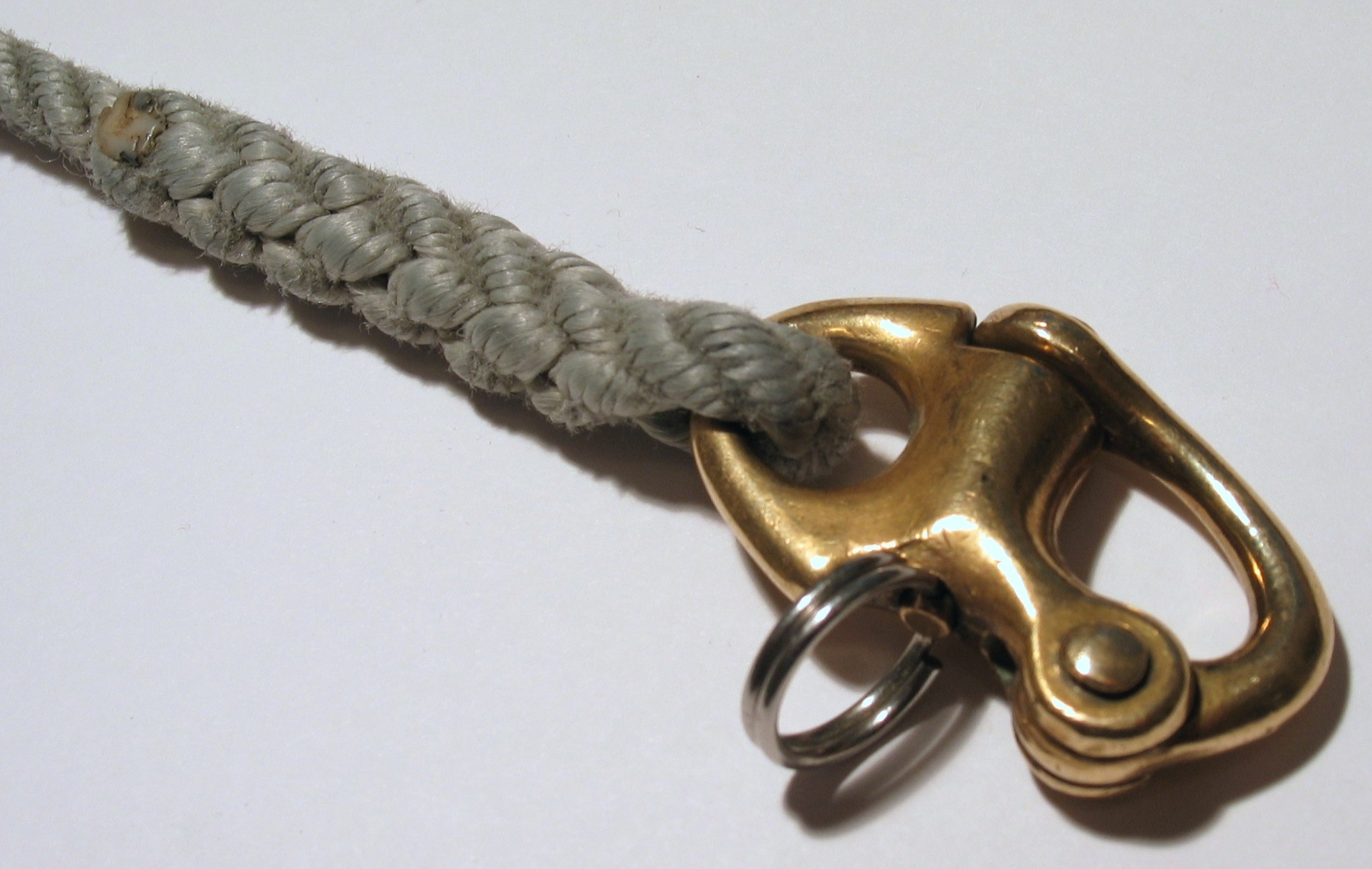
Matiseală de ochi la o carabinieră
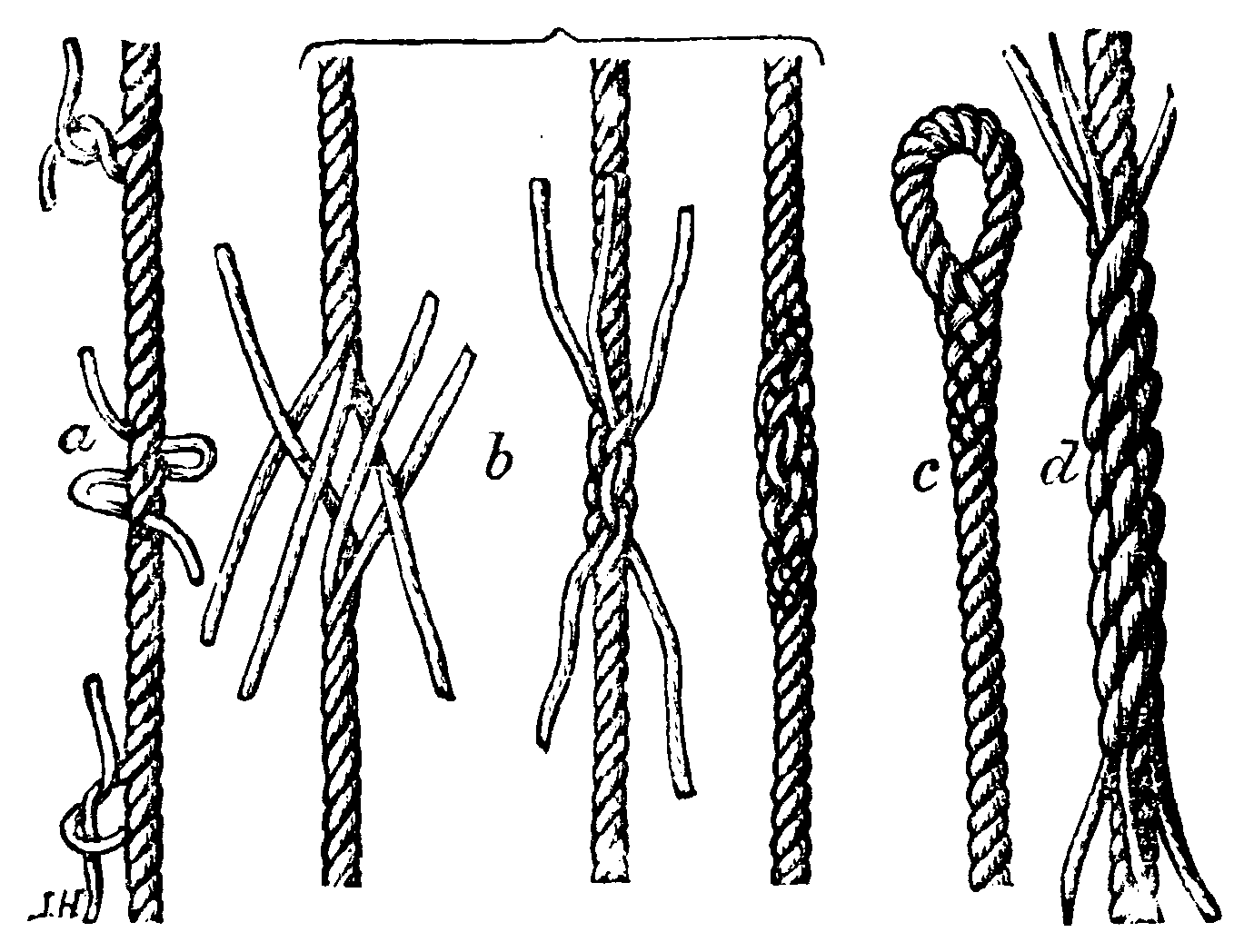
Mai multe matiseli